# ناحیه حروش
ناحیه حروش (به عربی: دائرة الحروش) یک ناحیه در الجزایر است که در استان سکیکده واقع شده‌است. ناحیه حروش ۵۷۲٫۴۰ کیلومتر مربع مساحت و ۱۰۴٬۸۳۵ نفر جمعیت دارد.